# Équipe de France de football en 1971
Chronologie
Saison précédente Saison suivante
Cet article traite de l'année 1971 de l'équipe de France de football.
- L'équipe de France ne parvient pas à se qualifier pour l'Euro 1972 en Belgique.

## Les matchs
| Date             | Stade                                    | Adversaire | Score | Comp | Buteurs français                                               |
| 8 janvier 1971   | Stade Boca Buenos Aires, Argentine       | Argentine  | V 4-3 | A    | Loubet (3e), Djorkaeff (50e pen), Lech (64e), H. Revelli (89e) |
| 12 janvier 1971  | Stade municipal Mar del Plata, Argentine | Argentine  | D 0-2 | A    | -                                                              |
| 17 mars 1971     | Stade Luis Casanova Valence, Espagne     | Espagne    | N 2-2 | A    | H. Revelli (14e & 54e)                                         |
| 24 avril 1971    | Nepstadion Budapest, Hongrie             | Hongrie    | N 1-1 | QCE  | Hervé Revelli (64e)                                            |
| 8 septembre 1971 | Ullevaal Oslo, Norvège                   | Norvège    | V 3-1 | QCE  | Vergnes (33e), Loubet (34e), Blanchet (49e)                    |
| 9 octobre 1971   | Colombes Paris, France                   | Hongrie    | D 0-2 | QCE  | -                                                              |
| 10 novembre 1971 | Stade Marcel Saupin Nantes, France       | Bulgarie   | V 2-1 | QCE  | Lech (64e) & Loubet (87e)                                      |
| 4 décembre 1971  | Stade Vassil Levski Sofia, Bulgarie      | Bulgarie   | D 1-2 | QCE  | Blanchet (84e)                                                 |

A : match amical. QCE : match qualificatif pour l'Euro 1972

## Les joueurs
| Joueurs                                                          |     |     |     |     |     |     |    |     |
| Gardiens de but                                                  |     |     |     |     |     |     |    |     |
| Georges Carnus (AS Saint-Étienne/Olympique de Marseille)         | 90  | 90  | 90  | 90  | 90  | 90  | 90 | 90  |
| Défenseurs                                                       |     |     |     |     |     |     |    |     |
| Jean Djorkaeff (Paris SG)                                        | 90  | 90  | 90  | 90  | 90  | 90  | 90 | 90  |
| Bernard Bosquier (AS Saint-Étienne/Olympique de Marseille)       | 90  | 90  | 90  | 90  | 90  | 90  |    | 90  |
| Jean-Paul Rostagni (Girondins de Bordeaux)                       | 90  | 90  | 90  |     | 90  | 90  |    |     |
| Jacques Novi (Olympique de Marseille)                            | 81  |     | 90  | 90  | 90  | 90  | 90 | 90  |
| Francis Camerini (AS Saint-Étienne) (uniques sélections)         |     |     |     | 90  |     |     | 90 |     |
| Roger Lemerre (FC Nantes) (6e sélection)                         |     |     |     | 90  |     |     |    |     |
| Claude Quittet (OGC Nice) (7e sélection)                         |     |     |     |     |     |     | 90 |     |
| Marius Trésor (AC Ajaccio) (1re sélection)                       |     |     |     |     |     |     |    | 90  |
| Milieux                                                          |     |     |     |     |     |     |    |     |
| Michel Mézy (Nîmes Olympique)                                    | 90  | 90  | 90  |     | 90  | 90  | 90 | 90  |
| Jean-Noël Huck (Rac Pierrots Strasbourg)                         | 90  | 90  |     |     |     |     |    |     |
| Yves Herbet (Stade de Reims)                                     | r8  | 90  |     |     |     |     |    |     |
| Henri Michel (FC Nantes)                                         |     | 90  | 90  | 90  | 90  | 90  | 90 | 90  |
| Fleury Di Nallo (Olympique lyonnais) (10e et dernière sélection) |     |     |     | 45  |     |     |    |     |
| Attaquants                                                       |     |     |     |     |     |     |    |     |
| Georges Lech (FC Sochaux)                                        | 90  | 75  | 90  | 90  | r15 | 90  | 90 | 90  |
| Charly Loubet (Olympique de Marseille)                           | 45  | 90  | 10  | r45 | 90  | 45  | 90 | 76  |
| Georges Bereta (AS Saint-Étienne)                                | 82  | 69  | 90  | 90  | 90  | 90  |    | r14 |
| Louis Floch (AS Monaco)                                          | 90  | r21 | r80 |     |     |     | r8 | r30 |
| Hervé Revelli (AS Saint-Étienne)                                 | r45 |     | 90  | 90  |     | 90  | 82 | 60  |
| Marc Molitor (Rac Pierrots Strasbourg) (2de sélection)           |     | r15 |     |     |     |     |    |     |
| Bernard Blanchet (FC Nantes)                                     |     |     |     |     | 75  |     | 90 | 90  |
| Jacky Vergnes (Nîmes Olympique) (1re et dernière sélection)      |     |     |     |     | 90  |     |    |     |
| Gilbert Gress (VfB Stuttgart) (3e et dernière sélection)         |     |     |     |     |     | r45 |    |     |